# Acueducto de Cornalvo
El acueducto de Cornalvo  es el más antiguo de las tres conducciones de agua que aprovisionaban a Augusta Emerita. Es una construcción de ingeniería civil para el transporte de agua desde el embalse de Cornalvo, a siete kilómetros de la antigua ciudad de Mérida, en España.
Forma parte del conjunto arqueológico de Mérida, declarado Patrimonio de la Humanidad por la Unesco en 1993.

## Descripción
Tradicionalmente se ha datado su origen en la ciudad de Emérita Augusta, capital de la provincia Lusitania en el Imperio Romano en el siglo I, perdurando su uso durante varios siglos.
Traía el agua de los manantiales situados junto al  embalse romano de Cornalvo y, del mismo modo que los demás acueductos, este también tuvo que salvar el desnivel del  arroyo Albarregas, para lo cual se levantó un tramo construido con arcos entre pilares.

## Estado actual
Del tramo con arquerías solo se conservan tres pilares y los dos arcos de unión entre ellos. Esta parte del acueducto está construida en, al menos, dos fases diferentes en el tiempo. Los únicos restos que se han localizado están en la carretera de Valverde de Mérida, EX-307 pK 2, en el Colegio Público Giner de los Ríos y en la citada Vía del Ensanche. Fue destruido casi totalmente en 1504 cuando se decidió hacer otro acueducto más moderno, para lo cual se utilizaron los materiales del antiguo acueducto.